# تشيب غلاس (لاعب كرة قدم أمريكية)
تشيب غلاس (بالإنجليزية: Chip Glass)‏ هو لاعب كرة قدم أمريكية أمريكي، ولد في 25 يونيو 1947 في هومستيد في الولايات المتحدة.

## وصلات خارجية
- تشيب غلاس على موقع مرجع كرة القدم المحترفة.كوم (الإنجليزية)